# 智铤
智鋌（？—1649年），直隶真定府元氏县人。

## 生平
受业赵南星门，举萬曆三十七年（1609年）己酉科乡试，授榮河、河津知县，設義塜數處，以便貧民葬者。由魏广微通于魏忠贤，得擢贵州道御史，遂疏诋南星为元恶，先后劾罢礼部侍郎徐光啓等，铤以乙榜起家，欲得忠贤欢，搏击弥锐，忠贤大喜，七年八月，巡按苏松等处，又叙宁锦功及殿工，赏银及文绮，加升太仆寺少卿，照旧管事，寻以忧归。崇祯初，礼部主事乔若雯劾鋌及陈九畴、张讷等为魏广微爪牙，诏夺职，后列逆案遣戍。
順治元年（1644年），按院薦地方遺老，二年欽取赴京，吏部推山西分廵冀寧道兵備，加布政司叅議，四年告老歸里，六年正月卒。

## 家族
高祖智審。父智秉乾。兄智鐩、智鍵。